# اتوره بورتولوتی
اتوره بورتولوتی (ایتالیایی: Ettore Bortolotti؛ زاده ۶ مارس ۱۸۶۶ درگذشته ۱۷ فوریهٔ ۱۹۴۷) ریاضی‌دان اهل ایتالیا بود.